# Château d'Héré
Le château d'Héré (Dhéré, Dhérée, Dérée) est une ancienne maison forte, de la fin du XIVe siècle, qui se dresse sur la commune de Duingt dans le département de la Haute-Savoie en région Auvergne-Rhône-Alpes.
Au titre des monuments historiques ; le château d'Héré, y compris l'ancienne enceinte, les dépendances et les sols font l’objet d’une inscription par arrêté du 6 avril 2006 ; la fresque du XVIe siècle située au premier étage ainsi que la grange située à côté des communs font l’objet d’une inscription par arrêté du 6 décembre 1984.

## Nom
Le château de Dhérée ou encore d'Héré, mais que l'on trouve aussi sous les formes Dhéré, Dérée, proviendrait d'un mot savoyard signifiant « derrière », dérivant très probablement de Darray ayant le même sens, indiquant par là sa position par rapport au bourg et au château de Duingt.

## Situation

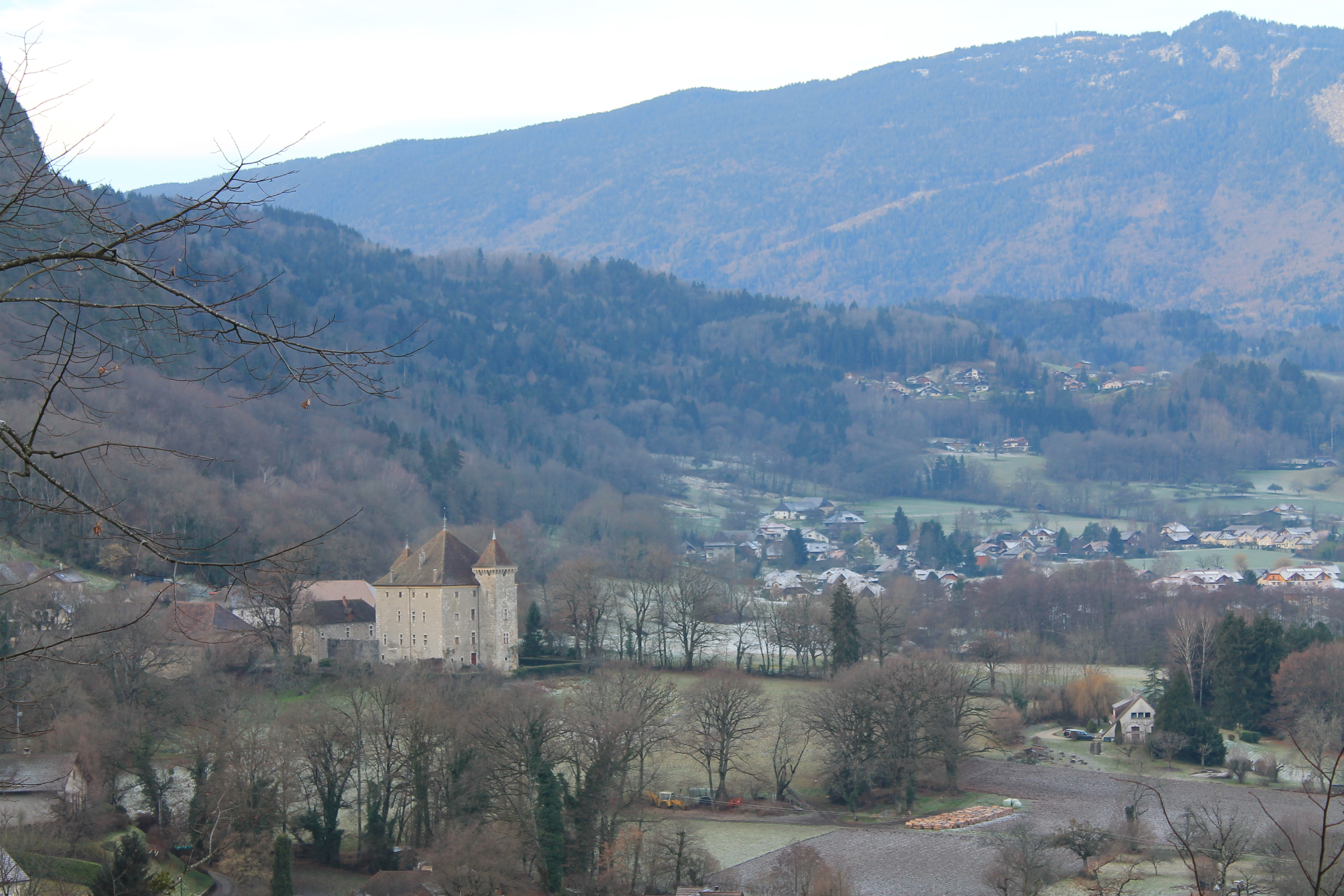
Vue du château depuis le belvédère.

Le château d'Héré est situé dans le département français de la Haute-Savoie sur la commune de Duingt, au sud-ouest du bourg et à environ 500 mètres du château de Duingt. Il contrôle notamment l'accès à la combe d'Entrevernes.

## Historique
Le château d'Héré — que l'on trouve également écris sous les formes Dhéré, Dhérée, Dérée et qui veut dire « derrière » — est érigé à la fin du XVe siècle ou au début du XVIe siècle à l'emplacement d'une construction plus ancienne, datant de la fin du XIVe siècle dont il réemploie quelques éléments. Il appartient à la famille éponyme.
Il passe, en 1539, aux Chevron Villette, à la suite du mariage de Béatrix de Dérée, dernière héritière du nom avec Michel de Chevron. Entre 1630 et 1648, il entre en possession de la famille de Valpergue, également par mariage, puis au Sales. Il reste dans cette famille jusqu'à l'occupation du duché de Savoie par les troupes révolutionnaires françaises.
Devenu bien national, il est acheté en 1796 par J. Berthet (1796), puis vendu en 1839 à Scipion Ruphy,. Son beau-fils, Francisque Frèrejean, en hérite. Il est à l'origine de la restauration, dans un style néogothique.

## Description
La maison forte, datée des XVe et XVIe siècles, a été restauré au XIXe siècle,.
Elle possède un portail orné de mâchicoulis. Elle se présente sous la forme d'un grand logis rectangulaire, tour-résidence, de deux étages sur rez-de-chaussée que deux tours carrées couronnées de mâchicoulis flanquent au milieu de chacun de ses grands côtés. La cour est close par des braies.
L'intérieur se caractérise notamment par « un escalier en colimaçon, de vastes pièces, de gigantesques cheminées, des plafonds à caissons ».

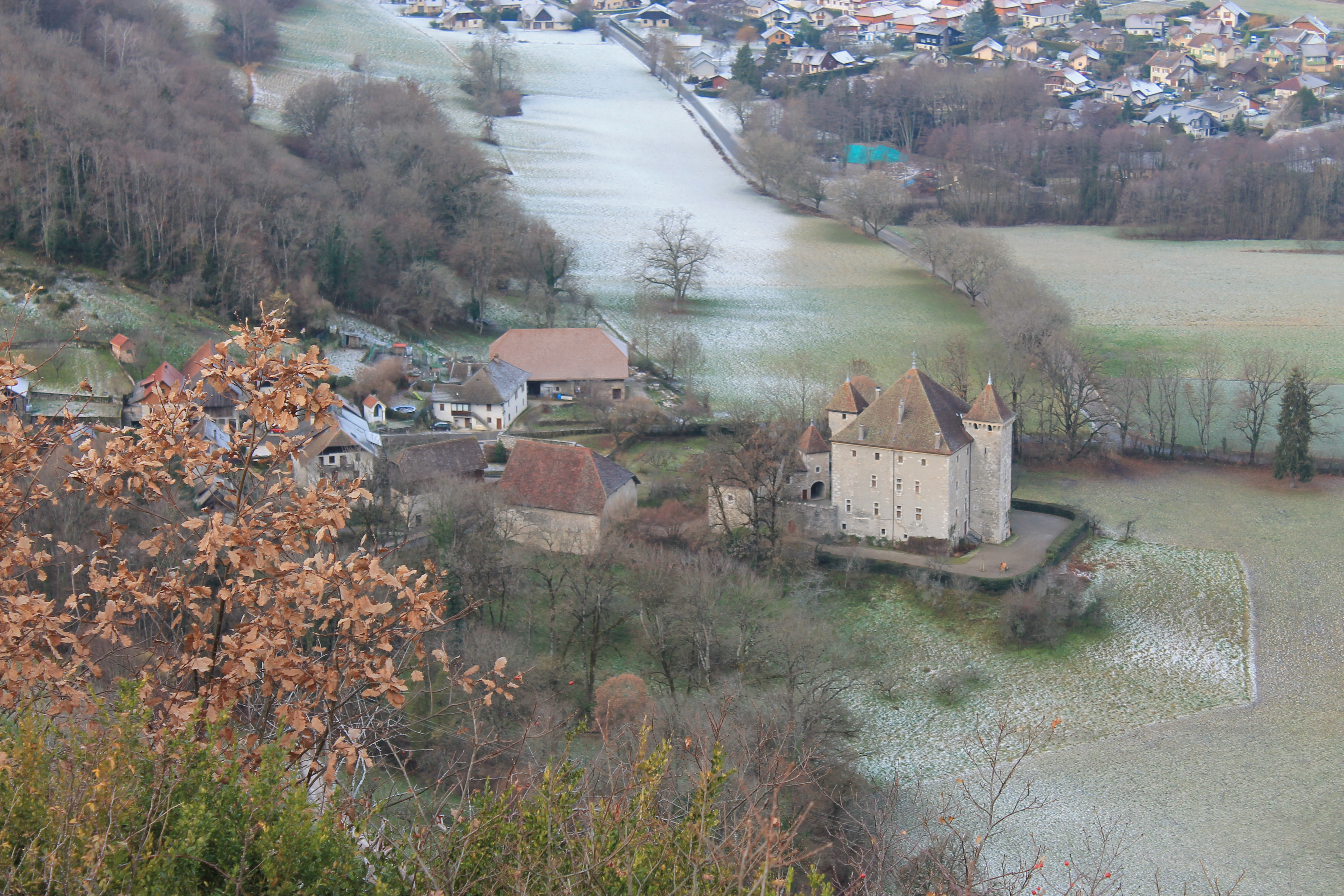
Vue depuis l'arête du Taillefer
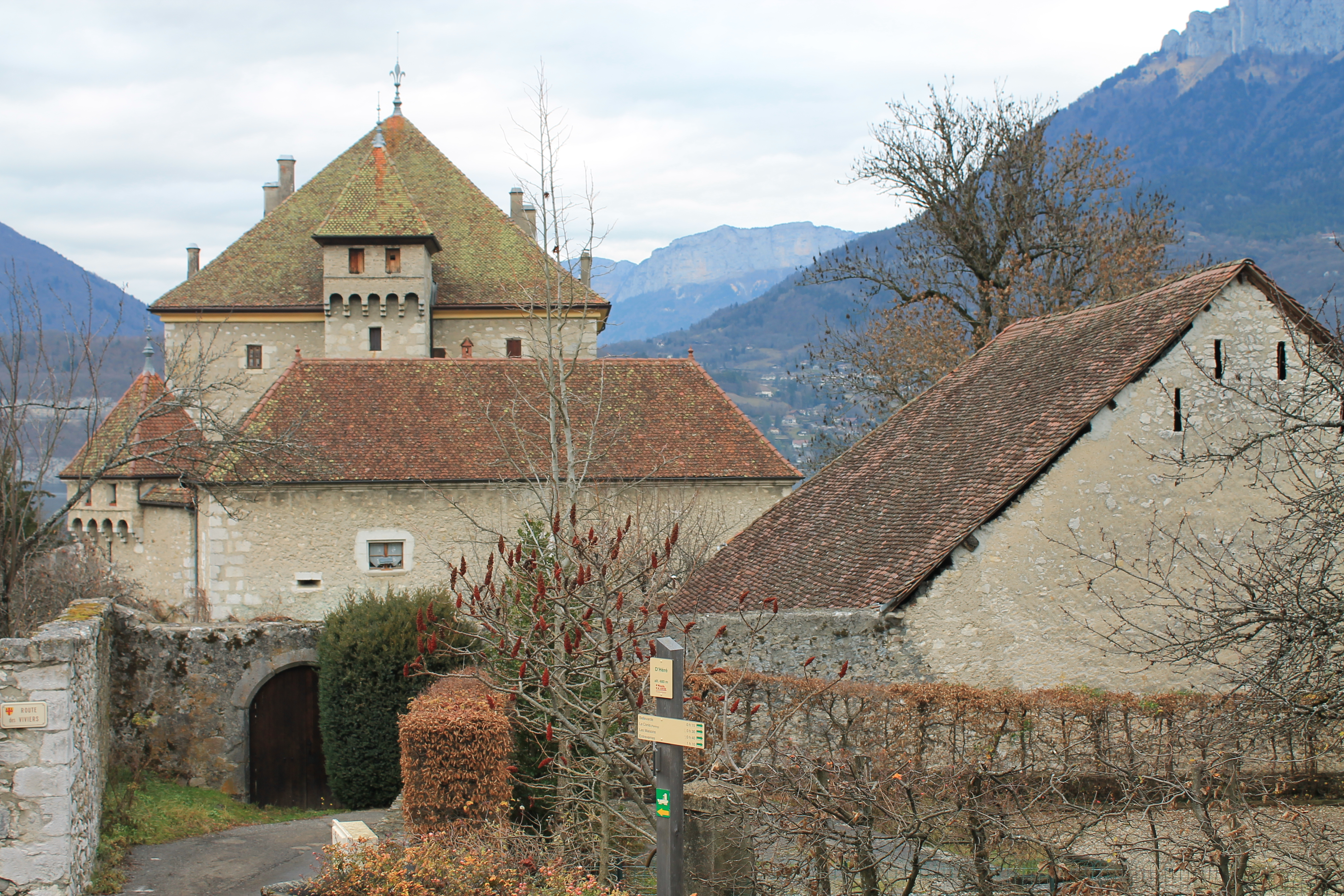
Façade sud
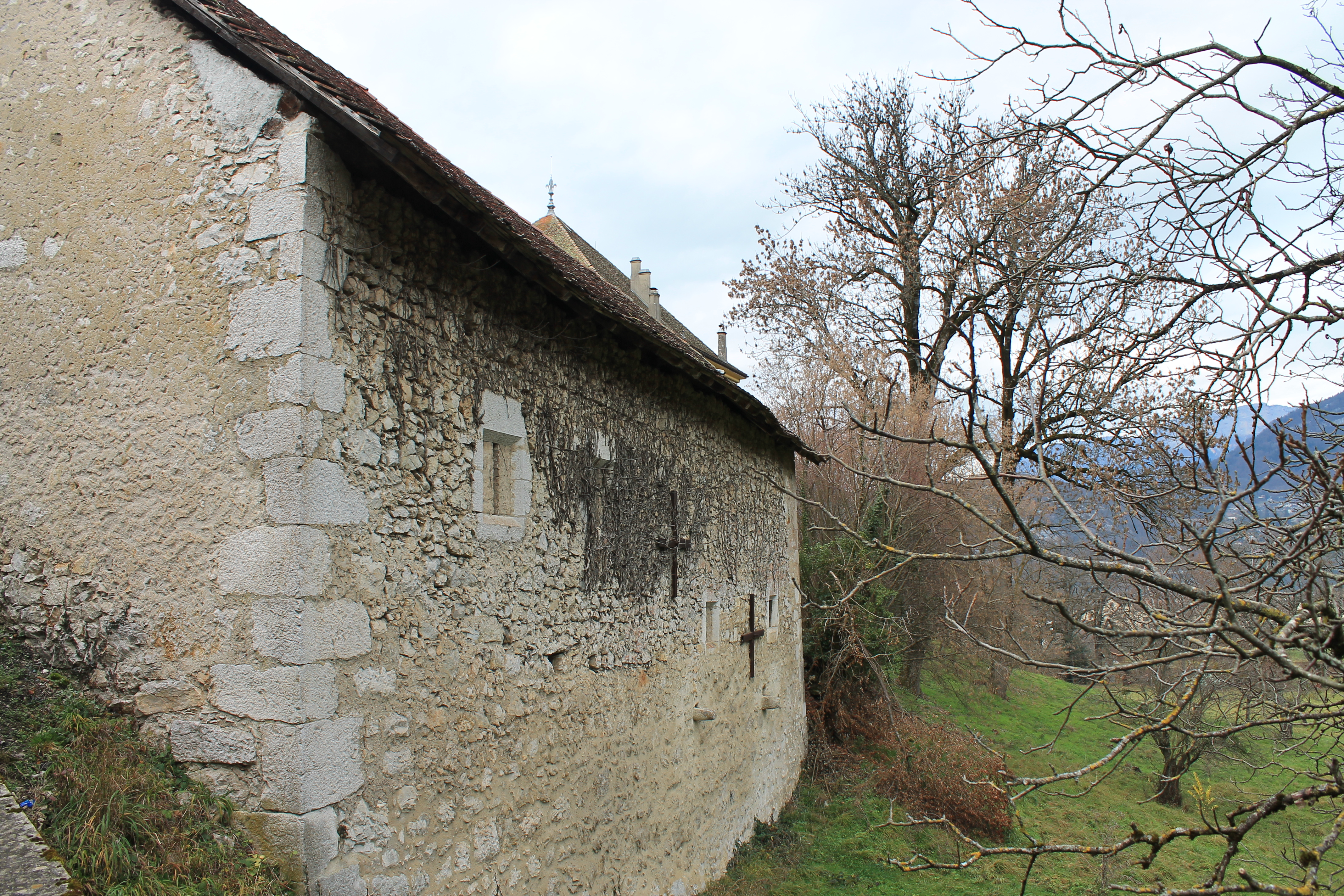
Grange
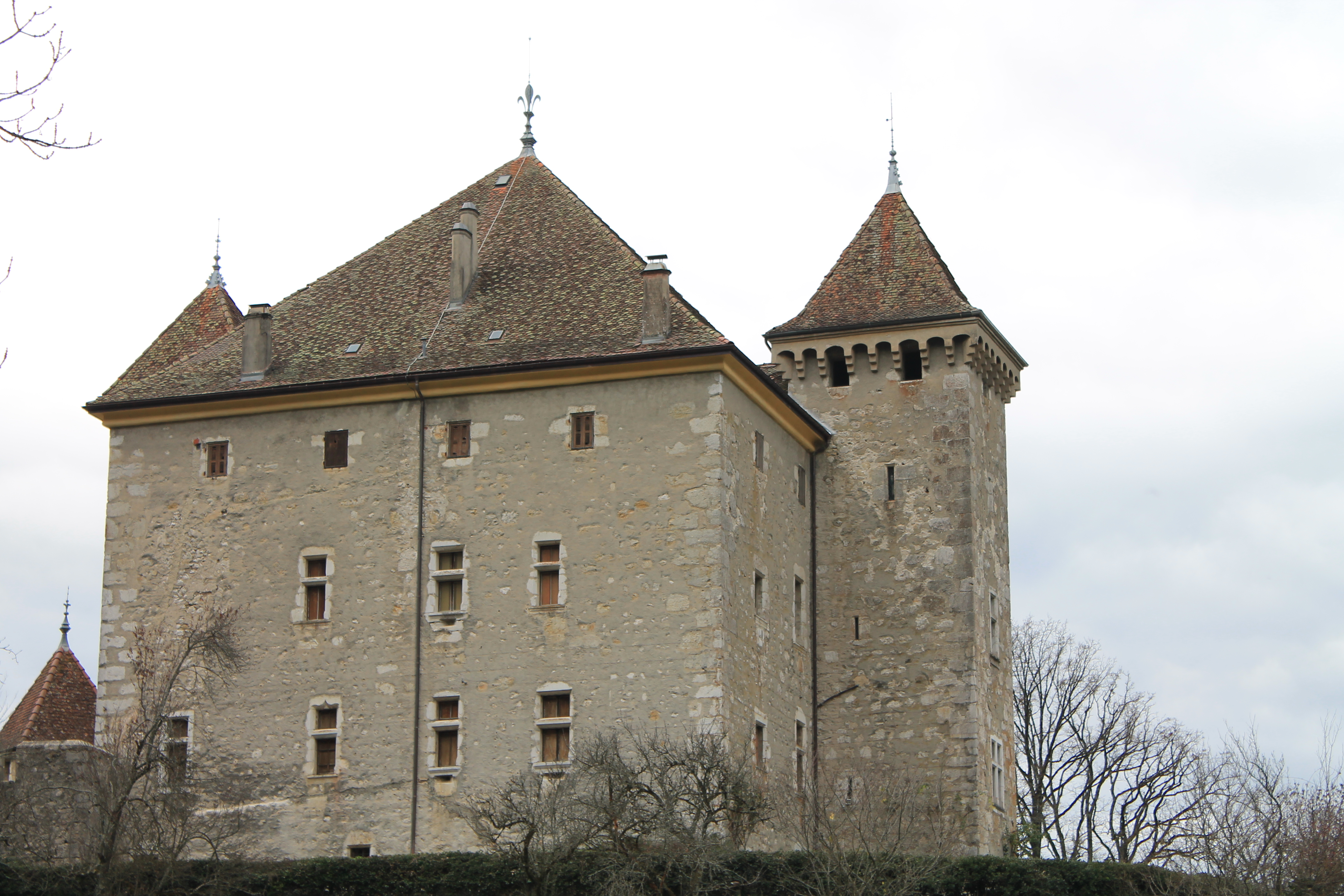
Façade est
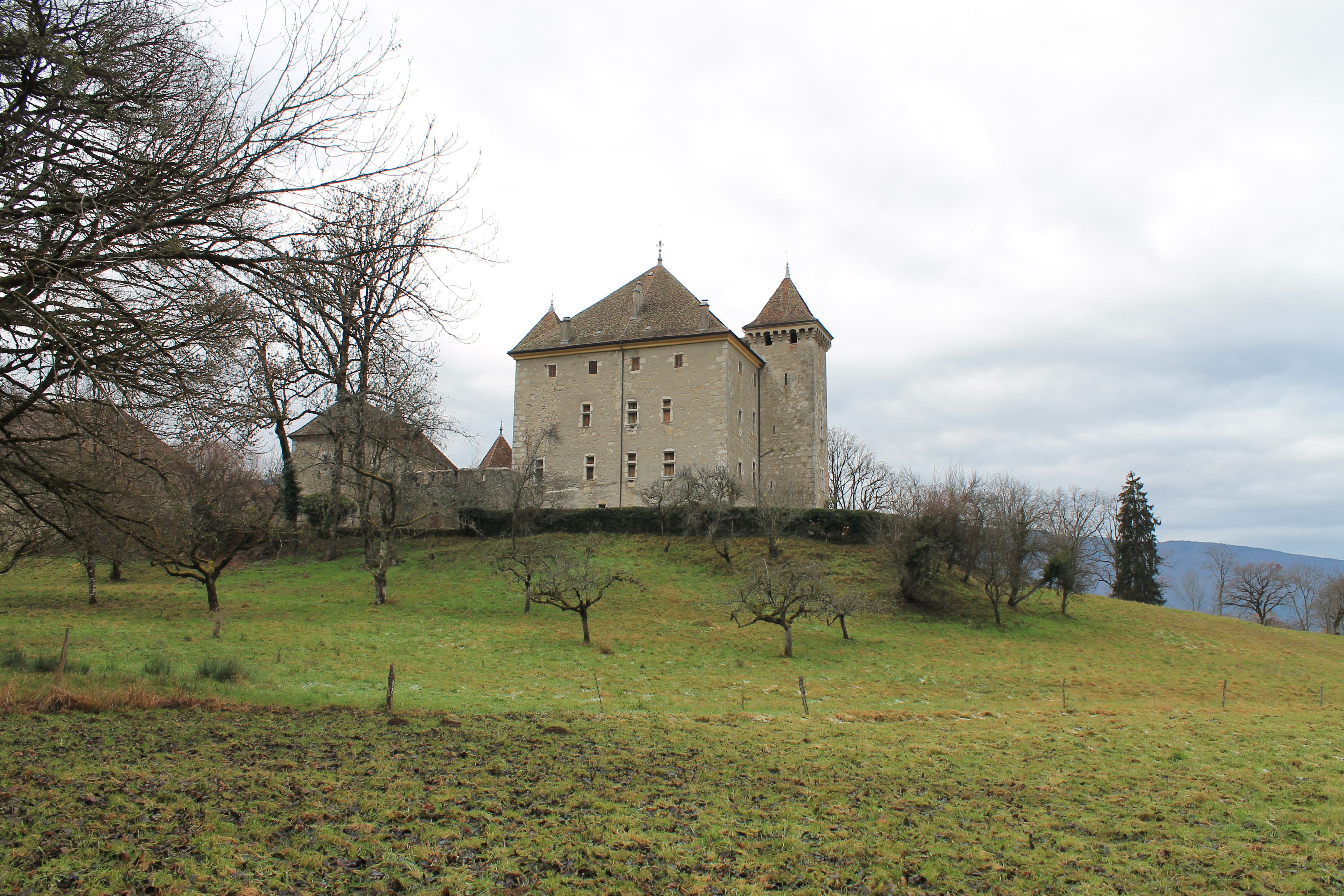
Façade est